# Alt betyder ingenting
Alt betyder ingenting er en dansk film fra 2018 og den blev instrueret af Peter Steenberg.

## Medvirkende
- Kasper Wagner
- Michael Robdrup
- Christian Schrold
- Stefan Lasse Petersen